# Santa Rosa de Viterbo (Colombia)
Santa Rosa de Viterbo è un comune della Colombia facente parte del dipartimento di Boyacá.
Il centro abitato venne fondato da Alejandro de Villamil y Casadiego nel 1690.